# Coeligena lutetiae
Coeligena lutetiae là một loài chim trong họ Trochilidae.